# Macroglossum piepersi
Macroglossum piepersi är en fjärilsart som beskrevs av Dupont 1935. Macroglossum piepersi ingår i släktet Macroglossum och familjen svärmare. Inga underarter finns listade i Catalogue of Life.